# Chapadinha
Chapadinha, amtlich Município de Chapadinha, ist eine brasilianische Stadt und Gemeinde im Staat Maranhão. Sie liegt 235 Kilometer südöstlich von São Luís, der Hauptstadt des Staates. Ihre Einwohnerzahl 2009 lag bei 70.537 Einwohnern.